# Ein starkes Team: Sterben auf Probe
Sterben auf Probe ist ein deutscher Fernsehfilm von Johannes Grieser aus dem Jahr 2021. Es handelt sich um die 85. Folge der Krimiserie Ein starkes Team mit Florian Martens und Stefanie Stappenbeck in den Hauptrollen. Es ist der einundzwanzigste Einsatz von Linett Wachow an der Seite von Otto Garber.

## Handlung
Die Berliner Kommissare Otto Garber und Linett Wachow ermitteln im Todesfall des Spediteurs Bernhard Paulsen, der allem Anschein nach vergiftet wurde. Zuvor hatten er und seine Frau Erika ihre gemeinsamen Kinder in die Familienvilla eingeladen, um den Familiennachlass mit ihnen zu besprechen. Das Testament, das er kurz vor seinem Tod verfasst hatte, ist jedoch spurlos verschwunden. Damit ist zu vermuten, dass eines der Kinder oder die Ehefrau mit dem Giftmord an Bernhard Paulsen zu tun haben. Doch alle weisen sich gegenseitig die Schuld zu. Das Verhältnis des älteren Sohnes Jens zu seinem Vater war angespannt, weil dieser nicht ihm, sondern seiner Halbschwester die Leitung der Spedition übertragen hat. Doch diese Regelung könnte durch ein Testament auch wieder rückgängig gemacht werden, was Sabine Paulsen belasten würde. Lukas, der jüngere Sohn ist drogenabhängig und verschuldet. Dass sein Vater ihn in seinem Testament bedenken würde, war für ihn nicht zu erwarten, weshalb auch Lukas an der gesetzlichen Erbfolge gelegen wäre.
Da das Opfer an der Überdosis eines Blutdruckmittels gestorben ist, dessen Wirkung durch Grapefruitsaft verstärkt wurde, wäre auch ein Unfall denkbar, bzw. ein Suizid, denn die Obduktion hatte ergeben, dass Paulsen an einer beginnenden Alzheimer-Krankheit litt. Als Verursacher für das Verschwinden des Testaments kann die Ehefrau ermittelt werden, die angibt, das Dokument vernichtet zu haben, um ihre Familie zu schützen. Doch es gibt eine digitale Kopie, die nun offen legt, dass zwar jeder sein Pflichtteil bekommen hätte, die Firma aber an seinen früheren Partner Gerd Semmerich gehen sollte. Semmerich war Paulsen nach Jahren zufällig als Obdachloser im Volkspark begegnet. Nach einer Affäre Semmerichs mit Paulsen Frau kam es zum Zwist und beide gingen getrennte Wege. Dabei hatte Semmerich nie erfahren, dass er der leibliche Vater von Jens Paulsen ist. Als Jens das erfährt, ist er erschüttert und von seinen Eltern zutiefst enttäuscht. Seinem biologischen Vater begegnet er später mit Erleichterung und verreist mit ihm.
Neben den Verdächtigen der Familie gibt es auch eine unbekannte Person, die in der Nähe der Villa gesehen wurde. Der junge Mann, Lennard Friedrich, wird aber schon bald tot im Park aufgefunden. Als Todesursache diagnostiziert die Gerichtsmedizinerin eine extreme Überstreckung des Genicks. Bei der genetischen Analyse gibt es eine Überraschung: es ist ein leiblicher Sohn von Bernhard Paulsen. Paulsen hatte jahrelang ein Doppelleben geführt und seine Geliebte mit ihrem Sohn in Rostock finanziell unterstützt. Da er befürchtete dies aus gesundheitlichen Gründen so nicht mehr aufrechterhalten zu können, wollte er seinen Sohn der Familie vorstellen und ihn auch in seinem Testament abgesichert wissen. Durch Paulsens Tod ist es dann nicht mehr dazu gekommen. Allerdings hatte sich Lennard Friedrich bei Erika Paulsen gemeldet, woraufhin sie ihm in den Park gefolgt war und mit einem Stock niedergeschlagen hatte. Den tödlichen Sturz hatte sie nicht gewollt.
Erika Paulsen gibt am Ende auch zu, ihren Mann vergiftet zu haben, nachdem sie zufällig von dessen Zweitfamilie erfahren hatte. Die Demütigung sich 40 Jahre für ihren Fehltritt vor ihrem Mann rechtfertigen zu müssen und nun zu erfahren, dass dieser selbst jahrelang untreu war, konnte sie nicht ertragen.

## Nebenhandlung
Teamchef Lothar Reddemann unternimmt einen Exkurs in das Gebiet der Pferdewetten und gewinnt solange, bis er am Ende alles wieder verliert. Sputnik hat dieses Mal ein Buch geschrieben: „50 Wege zum Reichtum“ und gibt seinen alten Freunden entsprechende Tipps.

## Hintergrund
Die Dreharbeiten für Sterben auf Probe erstreckten sich unter den vorgegebenen Corona-Arbeitsschutzauflagen vom 28. September 2020 bis zum 27. Oktober 2020 und fanden in Berlin und Umgebung statt. Die Erstausstrahlung erfolgte am 2. Oktober 2021 im ZDF.

## Rezeption

### Einschaltquote
Die Erstausstrahlung von Sterben auf Probe am 2. Oktober 2021 wurde in Deutschland von 7,32 Millionen Zuschauern gesehen und erreichte einen Marktanteil von 27,6 Prozent für Das Erste.

### Kritiken
Tilmann P. Gangloff wertete für tittelbach.tv und schrieb: „Wer sich nach 45 Minuten nicht schon längst von dem Film verabschiedet hat, wird durch die vielen Handlungskapriolen entschädigt, zumal auch die leicht angejazzte Musik (Jens Langbein, Robert Schulte Hemming) sehr hörenswert ist. Darstellerisch bewegt sich der ohnehin nicht gerade aufregend besetzte Film dagegen auf durchschnittlichem Kriminiveau. Einige private Dialogszenen, in denen sich Otto Garber und Linett Wachow über ihren letzten Willen unterhalten, sind zwar recht sympathisch, aber ansonsten wirken Florian Martens und Stefanie Stappenbeck unterfordert.“
Bei Prisma.de schrieb Maximilian Haase: „Das Krimi-Rezept der beliebten Reihe bleibt auch im zwar klischeereichen, aber unterhaltsamen neuen Fall gleich: Gehörige Kritik am Erbschaftssystem und dem Weitergeben des Reichtums in wohlhabenden Familien schwingt selbstredend immer mit ("Was macht man in einfachen Kreisen? Einfach nur sterben"),“
Oliver Armknecht von film-rezensionen.de meinte, der Krimi sei „klassische Krimikost, bei der das Publikum im Vorfeld genau weiß, was es erwartet.“ „Wendungen [entstammen] aus der Klischeekiste.“ „Das würde vielleicht weniger auffallen, wenn die Figuren interessanter gestaltet worden wären. Aber auch da gab man sich wenig Mühe. Sowohl bei den Alteingesessenen wie auch den Charakteren, die nur in diesem Film auftauchen, fehlen tatsächlich spannende Leute.“